# Stadtverkehr Überlingen

Logo Stadtwerk am See

Der öffentliche Stadtbusverkehr in Überlingen am Bodensee wird im Auftrag der Stadtwerke Überlingen GmbH von der Stadtwerk am See GmbH & Co KG organisiert.

## Betrieb

### Durchführung
Die Fahrzeuge und das Betriebspersonal stellt der Nachauftragnehmer Omnibus Morath.

### Fahrzeuge
Die Flotte besteht aus 7 Bussen, hauptsächlich von Daimler Truck (Mercedes-Benz), darunter auch Elektrobusse.

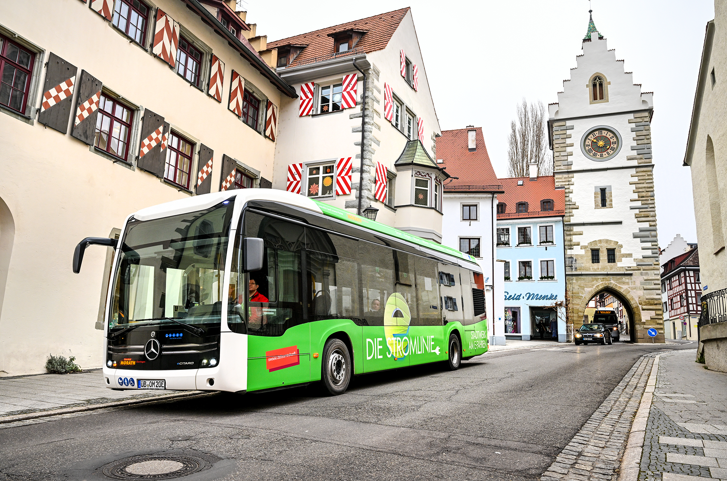
Stadtbus mit Elektroantrieb
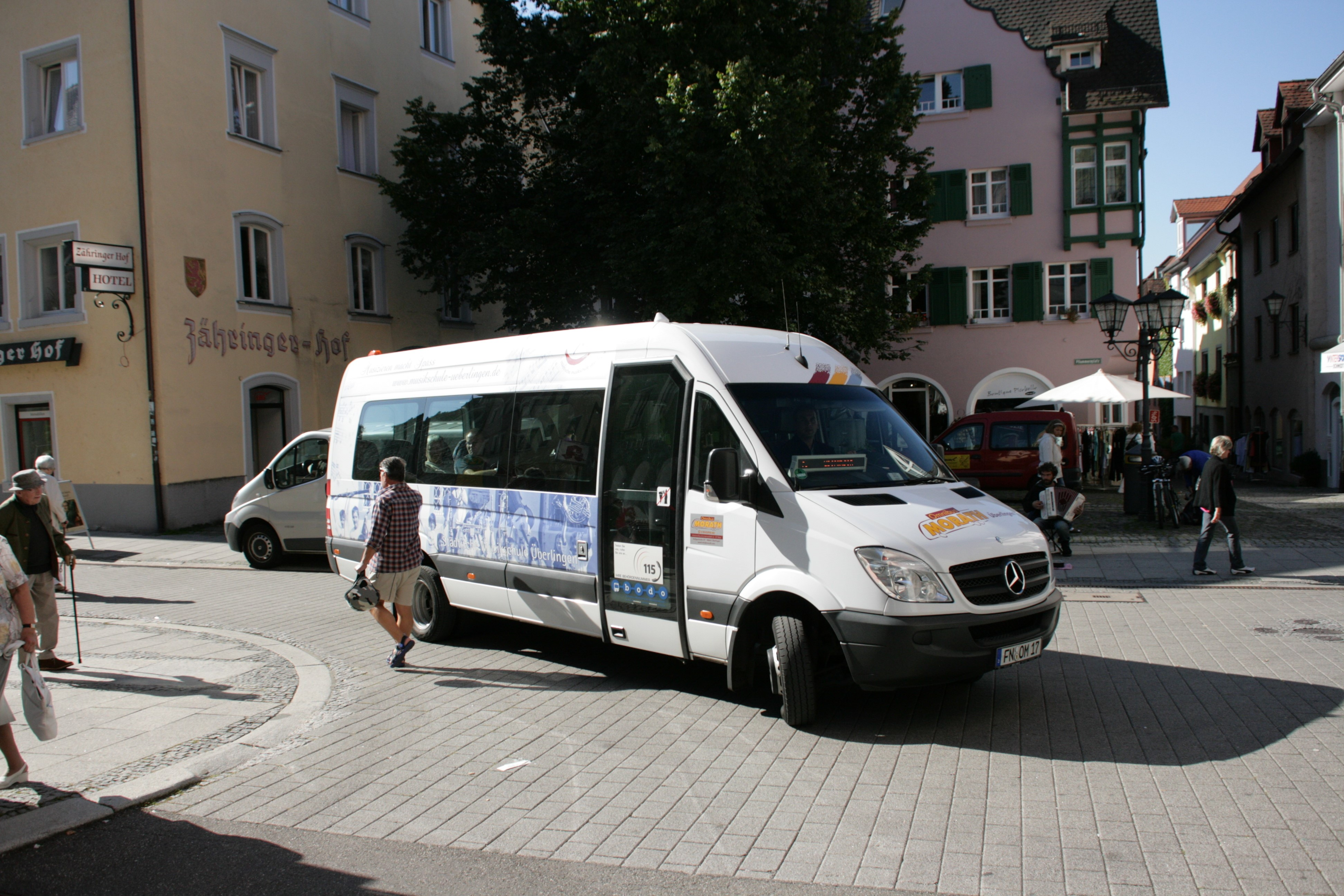
Kleinbus

## Angebot

### Linien
Stand: 1. Januar 2022
| Linie                     | Verlauf                                                                |
| ------------------------- | ---------------------------------------------------------------------- |
| Tageslinien               |                                                                        |
| 1                         | Überlingen, Bodensee-Therme/Helios Spital/P&R/Kurgebiet-LGS            |
| 2                         | Überlingen, Burgberg                                                   |
| 3                         | Überlingen, Alte Owinger Straße/Gottfried-Keller-Weg                   |
| 4                         | Überlingen, Schättlisberg/Helios Spital/P&R                            |
| 5                         | Überlingen, Nußdorf/Gewerbegebiet/Andelshofen/Bambergen/Deisendorf     |
| 6                         | Überlingen, Gewerbegebiet/La Piazza                                    |
| 7                         | Überlingen, Bodensee-Therme/Goldbach/Helios Spital/P&R/Kurgebiet – LGS |
| emma Anmeldelinienverkehr |                                                                        |
| emma                      | Überlingen, Hödingen/Nesselwangen/Bonndorf                             |
| Abendlinie                |                                                                        |
| 14                        | Überlingen, Hildegardring/Helios Spital/P&R/Bodensee Therme            |

## Tarif
Die Linien des Stadtverkehrs verkehren zum bodo-Tarif. Zudem wird die Grüne Karte des Stadtwerk am See akzeptiert.
Die Fahrten können per Check-in-check-out (CICO) mit der bodo-Card und der Grünen Karte durchgeführt werden.

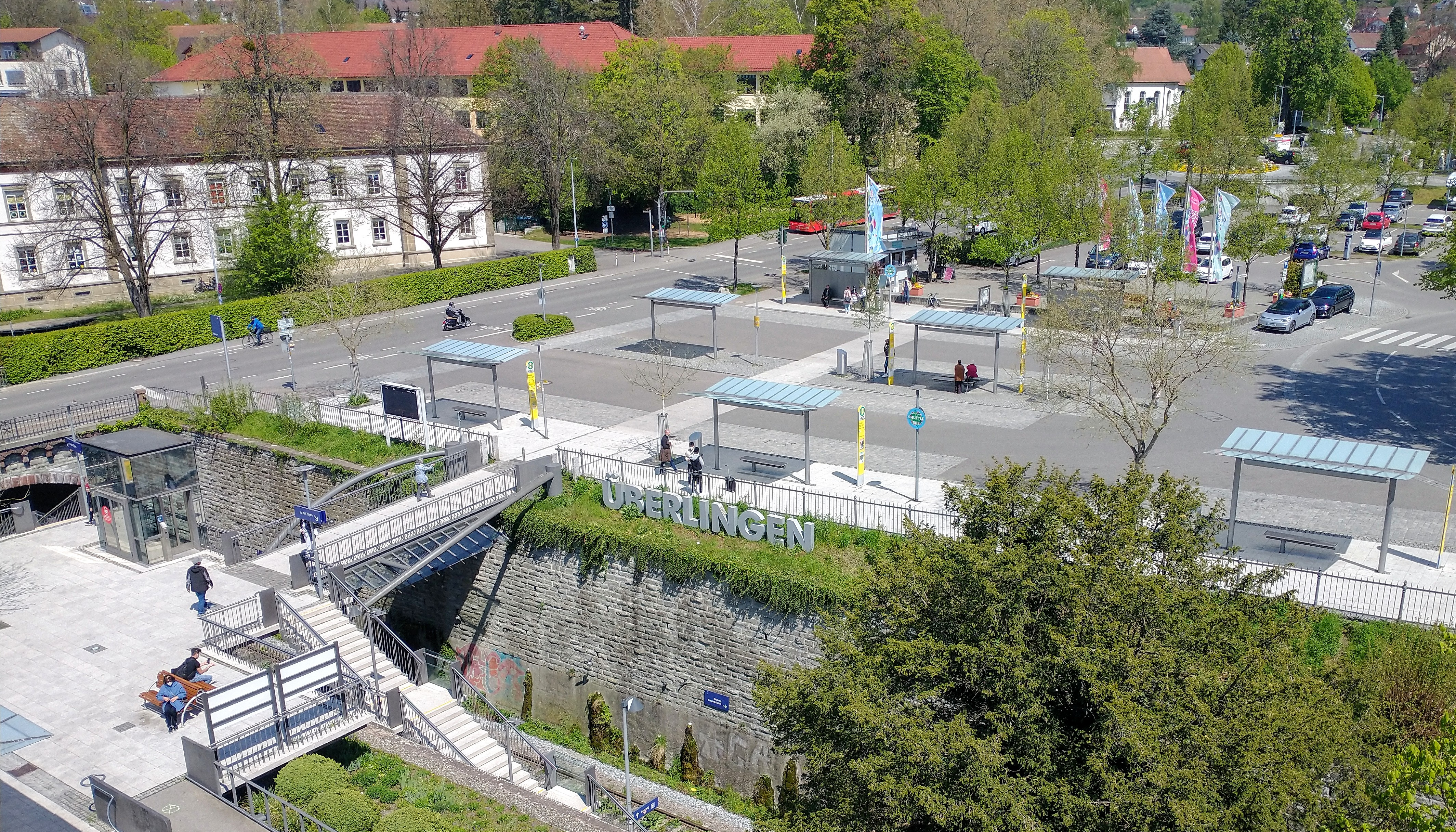
Zentraler Omnibusbahnhof